# William Nicolson
Pour les articles homonymes, voir William Nicholson et Nicolson.
William Nicolson est un prélat et bibliographe anglais né le 3 juin 1655 et mort le 14 février 1727.

## Biographie
William Nicolson est le fils de Joseph Nicolson, un clerc qui occupe le poste de recteur à Plumbland, dans le Cumberland, depuis 1647, et de son épouse Mary Briscoe, la fille d'un nobliau puritain de la région. D'après une tradition locale, l'enfant aurait vu le jour sous le porche de l'église paroissiale de Great Orton, dont Nicolson père devient le recteur en 1657.
Après avoir fait ses classes à Dovenby, William Nicolson entre au Queen's College de l'université d'Oxford en 1670. Son penchant pour les langues est remarqué par le secrétaire d'État Joseph Williamson, qui finance son séjour en Allemagne en 1678. Nicolson apprend rapidement l'allemand et étudie à l'université de Leipzig pendant quelques mois. De retour à Oxford, toujours grâce à l'argent de Williamson, il enseigne les études anglo-saxonnes dans son ancien college, dont il est fellow de 1679 à 1682. Il fait la connaissance du linguiste François du Jon dans les dernières années de sa vie et travaille sur la transcription de son volumineux dictionnaire étymologique après sa mort.
C'est également en 1679 que Nicolson est ordonné diacre. Nommé vicaire de Torpenhow en 1681, il doit quitter Oxford l'année suivante, sa carrière ecclésiastique entrant en conflit avec ses obligations universitaires. Il s'installe à Great Salkeld, dont il devient le recteur, et se marie en 1686 avec Elizabeth Archer. Son départ d'Oxford ne signe pas la fin de ses intérêts académiques : il travaille notamment sur une histoire de la Northumbrie et publie une massive bibliographie de l'histoire anglaise entre 1696 et 1696 (English Historical Library), suivie de volumes similaires pour l'Écosse en 1702 et l'Irlande en 1724. Ses travaux lui valent d'être élu membre de la Royal Society en 1705.
William Nicolson est élu évêque de Carlisle en 1702. C'est alors un tory modéré, mais il penche de plus en plus du côté des whigs au fil du temps. Son journal intime pour cette période offre une vision inégalée des débats à la Chambre des lords. De 1716 à 1718, il sert d'aumônier au roi George Ier. Il est transféré à l'évêché de Derry en 1718 et s'installe en Irlande l'année suivante. Nommé archevêque de Cashel en janvier 1727, il meurt moins d'un mois plus tard, avant de pouvoir être sacré. Il est inhumé en la cathédrale de Derry.

## Principales œuvres
- 1696-1699 : English Historical Library
- 1702 : Scottish Historical Library
- 1705 : Leges Marchiarum (recueil de traités anglo-écossais)
- 1724 : Irish Historical Library